# Халлик, Освальд Густавович
Освальд Густавович Халлик (29 июня 1906, Torila, Тартумаа — 3 декабря 1964, Тарту) — советский учёный в области почвоведения и агрохимии, член-корреспондент ВАСХНИЛ (1956).

## Биография
Родился в д. Торила Юрьевского уезда Лифляндской губернии (в советское время — Калластеский район Эстонской ССР). Окончил естественно-математический (1930) и сельскохозяйственный (1939) факультеты Тартуского университета.
Работал в Эстонской с.-х. академии: ассистент (1930—1943), зав. кафедрой почвоведения и агрохимии (1944—1964), одновременно проректор по научной работе (1955—1958).
По совместительству декан с.-х. факультета Тартуского университета (1944—1949), заместитель директора по научной работе и заведующий Тартуским филиалом Института сельского хозяйства АН Эстонской ССР (1947—1952).
Научные интересы:
- повышение плодородия кислых почв,
- применение органических, минеральных удобрений, микроудобрений.

Доктор с.-х. наук (1950), профессор (1952), член-корреспондент ВАСХНИЛ (1956).
Заслуженный деятель науки Эстонской ССР (1957). Награждён орденом Ленина (1958), 3 серебряными (1956, 1957, 1958) и Малой золотой медалями ВСХВ (1955).
Автор около 150 научных трудов, в том числе более 10 книг и брошюр. Сочинения:
- Hallik, Osvald. Agrokeemia : [õpik] / Osvald Hallik; [kaas: L. Kruusmaa]. — Tallinn : Eesti Riiklik Kirjastus, 1963. — 432 lk. : ill. ; 22 cm. ISBN 9789949894406
- Hallik, Osvald. Happeliste muldade lupjamine Eesti NSV-s / Osvald Hallik. — Tallinn : Eesti Raamat, 1965. — 284 lk., 9 l. ill. : ill., portr. ; 22 cm.

Умер 03.12.1964 в Тарту.